# 卡拉·法蘭吉莉
卡拉·法蘭吉莉（義大利語：Carla Frangilli，1988年10月11日—），象牙海岸射箭運動員，主攻女子反曲弓項目。她曾獲得非洲射箭錦標賽混合團體反曲弓冠軍。

## 外部連結
- World Archery （页面存档备份，存于）